# Cadrieu
Cadrieu é uma comuna francesa na região administrativa de Occitânia, no departamento de Lot. Estende-se por uma área de 5,24 km². Em 2010 a comuna tinha 165 habitantes (densidade: 31,5 hab./km²).